# Pădurea Troianu
Pădurea Troianu este o arie protejată (sit de importanță comunitară — SCI) din România, desemnată în scopul protejării biodiversității și menținerii într-o stare de conservare favorabilă a florei spontane și faunei sălbatice, precum și a habitatelor naturale de interes comunitar aflate în arealul zonei de protecție. Aceasta este întinsă pe o suprafață de 78,7 ha, integral pe uscat.

## Localizare
Situl se întinde pe teritoriul administrativ al comunei Troianul din județul Teleorman. Centrul sitului Pădurea Troianu este situat la coordonatele 44°01′16″N 25°00′43″E / 44.020994°N 25.011839°E.

## Înființare
Situl Pădurea Troianu (ROSCI0179) a fost declarat sit de importanță comunitară în decembrie 2007 pentru a proteja un număr necunoscut de specii din flora spontană și fauna sălbatică aflate în arealul zonei. Acesta include Rezervația naturală Pădurea Troianu.

## Biodiversitate
Situată în ecoregiunea continentală, aria protejată conține 3 habitate naturale: Păduri de stejar alb estice, Păduri panonice-balcanice de stejar turcesc - stejar sesil, Tufișuri caducifoliate ponto-sarmatice.
La baza desemnării sitului se află un număr nedeclarat de specii protejate.
Pe lângă speciile protejate, pe teritoriul sitului au mai fost identificate 36 de specii de plante, 4 specii de mamifere, 12 specii de nevertebrate, 4 specii de reptile.